# لاري وو تاي تشين
لاري وو تاي تشين (بالإنجليزية: Larry Wu-tai Chin)‏ مترجم أمريكي من أصول صينية, عمل في وكالة المخابرات المركزية. سرب معلومات سرية إلى الصين في فترة عمله بين 1952 و 1985 قبل إكتشاف أمره وسجنه.